# ومسوووو (شهرستان گنگزنو)
ومسوووو (به لاتین: Wymysłowo) یک روستا در لهستان است که در گمینا تژمشنو واقع شده‌است.